# Pneumaturia
Il termine pneumaturia indica la presenza di gas (o aria) nelle urine. Essa può essere rilevata per la presenza di bolle nell'urina.

## Cause
Una causa comune di pneumaturia è la presenza di una fistola enterovescicale, la quale può essere una complicazione di una patologia diverticolare (per esempio la diverticolite). Altre cause possono essere:
- Carcinoma del colon o carcinoma della vescica
- Malattia di Crohn
- Cistite enfisematosa vescicale

La pratica subacquea può essere causa di pneumaturia nel caso che vengano utilizzati cateteri esterni per l'evacuazione dell'urina.

## Diagnosi
La diagnosi può essere effettuata riscontrando nel paziente un flusso urinario irregolare, "a fiotti". Una tomografia computerizzata può mostrare la presenza di aria nella vescica urinaria o nelle pareti vescicali.